# In Person

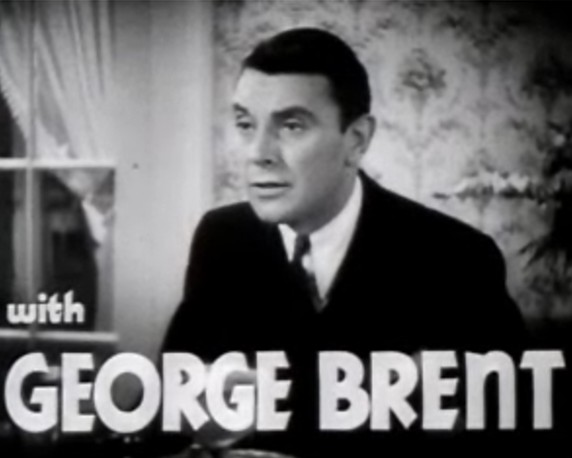
George Brent foi emprestado pela Warner Bros. para interpretar o sujeito comum que deve domar uma estrela de Hollywood cheia de vontades.

In Person (Brasil: Em Pessoa / Portugal: Em Carne e Osso) é um filme estadunidense de 1935, do gênero comédia musical, dirigido por William A. Seiter e estrelado por Ginger Rogers e George Brent. Trata-se de um veículo para Ginger, que recebeu dois excelentes números de dança das mãos de Hermes Pan.
Oscar Levant e Dorothy Fields escreveram três canções, todas interpretadas por Ginger: Don't Mention Love to Me, Got a New Lease on Life e Out of Sight, Out of Mind.

## Sinopse
A estrela de Hollywood Carol Corliss usa disfarces para se livrar dos admiradores. Ela vai parar em um hotel nas montanhas, onde encontra Emory Muir. Para sua surpresa, ele não fica nada impressionado quando descobre quem ela é na realidade.

## Elenco
| Ator/Atriz       | Personagem                   |
| ---------------- | ---------------------------- |
| Ginger Rogers    | Carol Corliss / Clara Colfax |
| George Brent     | Emory Muir                   |
| Alan Mowbray     | Jay Holmes                   |
| Grant Mitchell   | Juiz Thaddeus Parks          |
| Samuel S. Hinds  | Doutor Aaron Sylvester       |
| Joan Breslau     | Minna                        |
| Louis Mason      | Xerife Twing                 |
| Spencer Charters | Parson Calverton Lunk        |